# Fiat 127
Fiat 127 — субкомпактный автомобиль итальянской компании Fiat впервые представленный в 1971 году. Выиграл номинацию Европейский автомобиль года в 1972 году. В Европе производство автомобиля прекращено в 1987 году, хотя в Южной Америке под другим именем он выпускался вплоть до 1996 года.
В середине 1960-х в Исследовательском центре Fiat был создан переднеприводной автомобиль-прототип под кодовым названием X 1/1. Предполагалось, что это будет следующий основной автомобиль фирмы. После успешных испытаний, было решено спроектировать его уменьшенную копию, которой присвоили код X 1/2. Второй прототип должен был быть не более 3,2 метров в длину и предназначался для прямой замены Fiat 850 и Fiat 600 и конкуренции с Mini. После проработки всех деталей проекта, он был представлен в 1967 году руководству Fiat, где решили не выпускать его под маркой головной фирмы, а подготовить для производства в Дезио на заводе Autobianchi.
В январе 1968 года на техническом совете Fiat было решено дать автомобилям название Fiat 128 (X 1/1) и Autobianchi A112 (X 1/2) и начать их производство в 1969 году. В то же время, работы по проектированию преемника Fiat 850 было решено продолжить. Проект получил кодовое имя X 1/4, а новый автомобиль, названный Fiat 127, должен был занять промежуток между 128-й и A112-й моделями.
Если с компоновкой передней части автомобилей всё было ясно: поперечно расположенный двигатель, коробка передач — рядом, подвеска типа макферсон и электрический вентилятор для охлаждения радиатора, то с выбором типа задней подвески определились не сразу. Были предложения сделать простейшую зависимую подвеску на двух продольных рессорах, но главный конструктор Данте Джакоза (итал. Dante Giacosa) отстоял оригинальную независимую заднюю подвеску.
Создание внешнего вида Fiat 127 было предложено молодому дизайнеру Пио Манзу. Пио любил простые и функциональные вещи, поэтому с большим энтузиазмом подошёл к работе. Он очень аккуратно изменил формы кузова, получив модель с широкими поверхностями, тонко и умело связанными друг с другом. Созданный пластилиновый макет был сыроват, но его всё равно решили показать руководству. Церемония была назначена на 8 часов утра 26 мая 1969 года, но Пио на неё не попал. Рано утром, спешив в Турин из Рима, где он гостил у родителей, он не справился с управлением своего Fiat 500, вылетел с дороги и разбился насмерть.
На некоторое время пластилиновый макет был забыт, но жизнь не стоит на месте и вскоре он снова был в работе. Наблюдалась некоторая дисгармония в форме капота, которую предлагалось оставить в память о Манзу. Но, всё же он был опущен на несколько сантиметров и в таком виде автомобиль был утверждён. Весной 1971 года производство Fiat 127 стартовало.

## Первое поколение

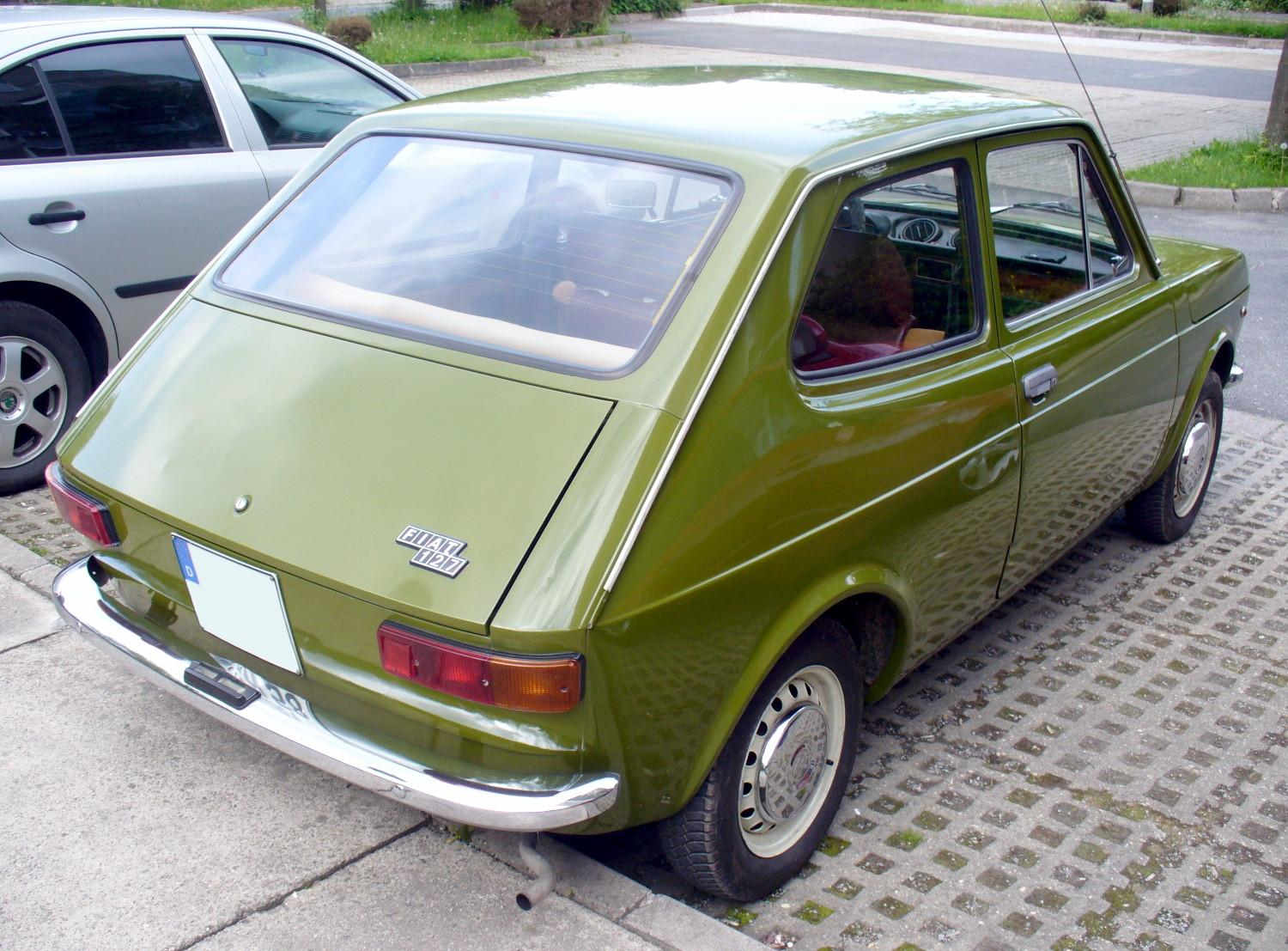
Двухдверная версия

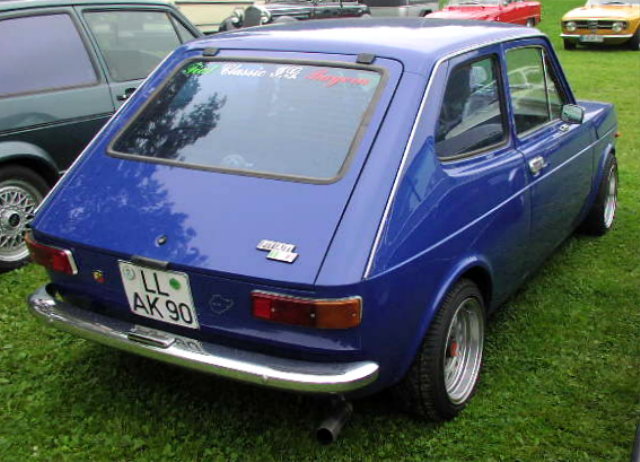
Трёхдверная версия

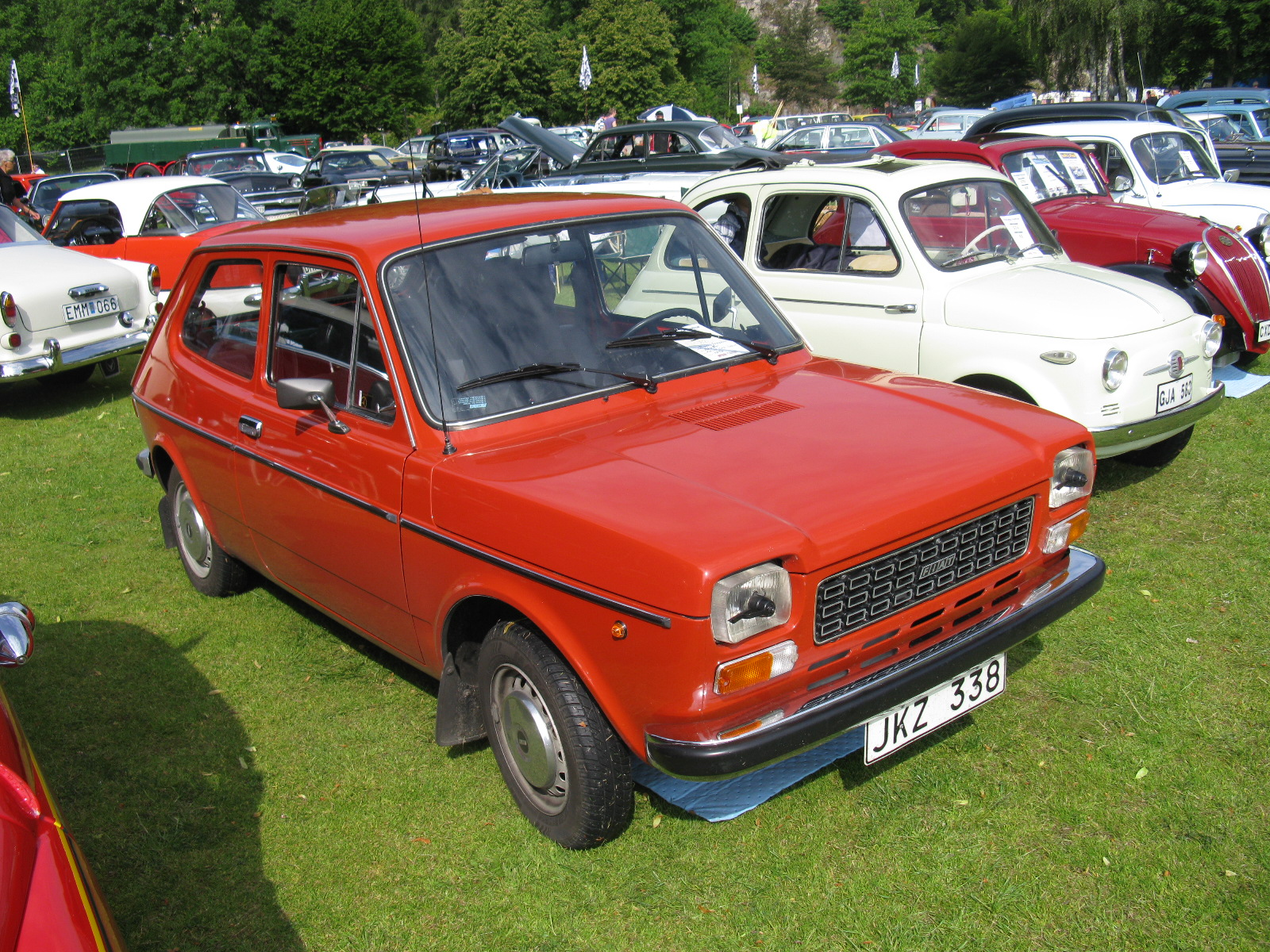
Fiat 127 Special

Двухдверный автомобиль Fiat 127 был представлен 20 марта 1971 года, общая компоновочная схема и большинство технических решений были заимствованы от автомобиля Fiat 128, а 900-кубовый двигатель напрямую перешёл от Fiat 850 Sport. В начале 1972 года модель получила титул «Европейский автомобиль года», а весной была представлена трёхдверная версия с большой крышкой багажника и складывающимися задними сидениями. Это был первый хетчбэк марки Fiat. С 1973 года в течение шести лет Fiat 127 был самым продаваемым автомобилем в Европе. В 1974 году дебютировали двух и трёхдверная модели Fiat 127 Special, которые имели новую решётку радиатора, молдинги на боковинах и резиновые накладки на бамперах. Салон также был обновлён: появились новая приборная панель и рулевое колесо, отделанные тканью сидения. Автомобиль пользовался спросом и к концу 1974 года был выпущен миллионный экземпляр.
Несущий цельнометаллический кузов автомобиля был спроектирован таким образом, чтобы предоставить максимальное пространство внутри салона. Он имел сминаемую зону спереди, защищавшую пассажиров при лобовом ударе. Интегрированная в днище рама обеспечивала защиту при ударе сбоку, ограждала важные узлы автомобиля и использовалась для крепления опор двигателя и узлов подвески. Двухдверный автомобиль имел небольшую металлическую крышку багажника, у трёхдверного понималась вся задняя часть вместе со стеклом, капот автомобиля откидывался вперёд.
В передней части автомобиля поперечно вертикально размещался рядный четырёхцилиндровый двигатель рабочим объёмом 0,9 литра. В чугунном блоке цилиндров двигателя располагался трёхопорный коленчатый вал, который с помощью двухрядной цепи приводил расположенный рядом распределительный вал. Кулачки распредвала двигали толкатели, которые, в свою очередь через коромысла приводили расположенные в ряд в алюминиевой головке цилиндров клапаны (OHV), по два на цилиндр.
Двигатель имел замкнутую жидкостную систему охлаждения с термостатом и расширительным бачком. Радиатор располагался перед двигателем и охлаждался с помощью вентилятора с электроприводом, который включался по команде датчика температуры в радиаторе. В полнопоточной системе смазки давление создавалось с помощью шестерёнчатого насоса и использовался одноразовый бумажный фильтр.
Спереди (по ходу движения автомобиля) двигателя на, выполненном заодно с головкой блока цилиндров впускном коллекторе размещался однокамерный карбюратор, сверху которого находился круглый воздушный фильтр с бумажным фильтрующим элементом. Топливо в карбюратор подавалось из размещённого в задней части автомобиля топливного бака с помощью установленного на двигателе диафрагменного насоса. Расположенный за двигателем выпускной коллектор направлял выхлопные газы в трубу, идущую к глушителю в задней части автомобиля.
12-вольтовая система зажигания с механическим прерывателем-распределителем с вакуум-корректором и катушкой зажигания подавала напряжение на свечи зажигания, по одной в каждом цилиндре.
От двигателя через сухое однодисковое сцепление с диафрагменной пружиной и тросовым приводом вращение передавалось на четырёхступенчатую коробку передач с синхронизаторами на всех передачах переднего хода. Коробка с помощью системы тяг была связана с рычагом управления, расположенным на полу салона между сидениями. При необходимости коробку передач можно было снять, не снимая двигателя. От главной передачи и дифференциала, расположенных в одном корпусе с коробкой, вращение с помощью валов привода не равной длины подавалось на передние колёса. Использовались внутренние шарниры типа Tripod, наружные — типа Rzeppa.
В независимой передней подвеске со стойками типа Макферсон каждое колесо было связано с кузовом с помощью одного тонкого кованого поперечного рычага, спереди рычаги соединялись П-образным стабилизатором. Задняя независимая подвеска имела короткие поперечные штампованные А-образные рычаги, одну поперечную двухлистовую рессору в качестве упругого элемента и установленные практически вертикально телескопические амортизаторы. Задняя подвеска, также как и передняя требовала периодической регулировки углов установки колёс.
Автомобиль оборудовался реечным рулевым механизмом без усилителя. Безопасная, складывающаяся при ударе рулевая колонка имела два карданных шарнира в приводе. Полное количество оборотов рулевого колеса от упора до упора составляло 3,5.
В двухконтурной с разделением по осям гидравлической тормозной системе спереди применялись дисковые, а сзади барабанные тормозные механизмы. Передние дисковые тормоза с плавающим суппортом имели сплошные, не вентилируемые тормозные диски. В приводе тормозов не было усилителя, водитель напрямую, с помощью тормозной педали воздействовал на главный тормозной цилиндр. Сзади автомобиля был установлен регулятор тормозных сил с приводом от задней оси, он изменял (ограничивал) давление в задних тормозах с целью предотвращения их преждевременной блокировки. Стояночный тормоз от рычага между сидениями с помощью тросового привода действовал на тормозные механизмы задних колёс.
На автомобиле применялись колёса размерностью 4.00х13, на которые устанавливались шины размерностью 135-13. Запасное колесо располагалось спереди под капотом.

## Второе поколение

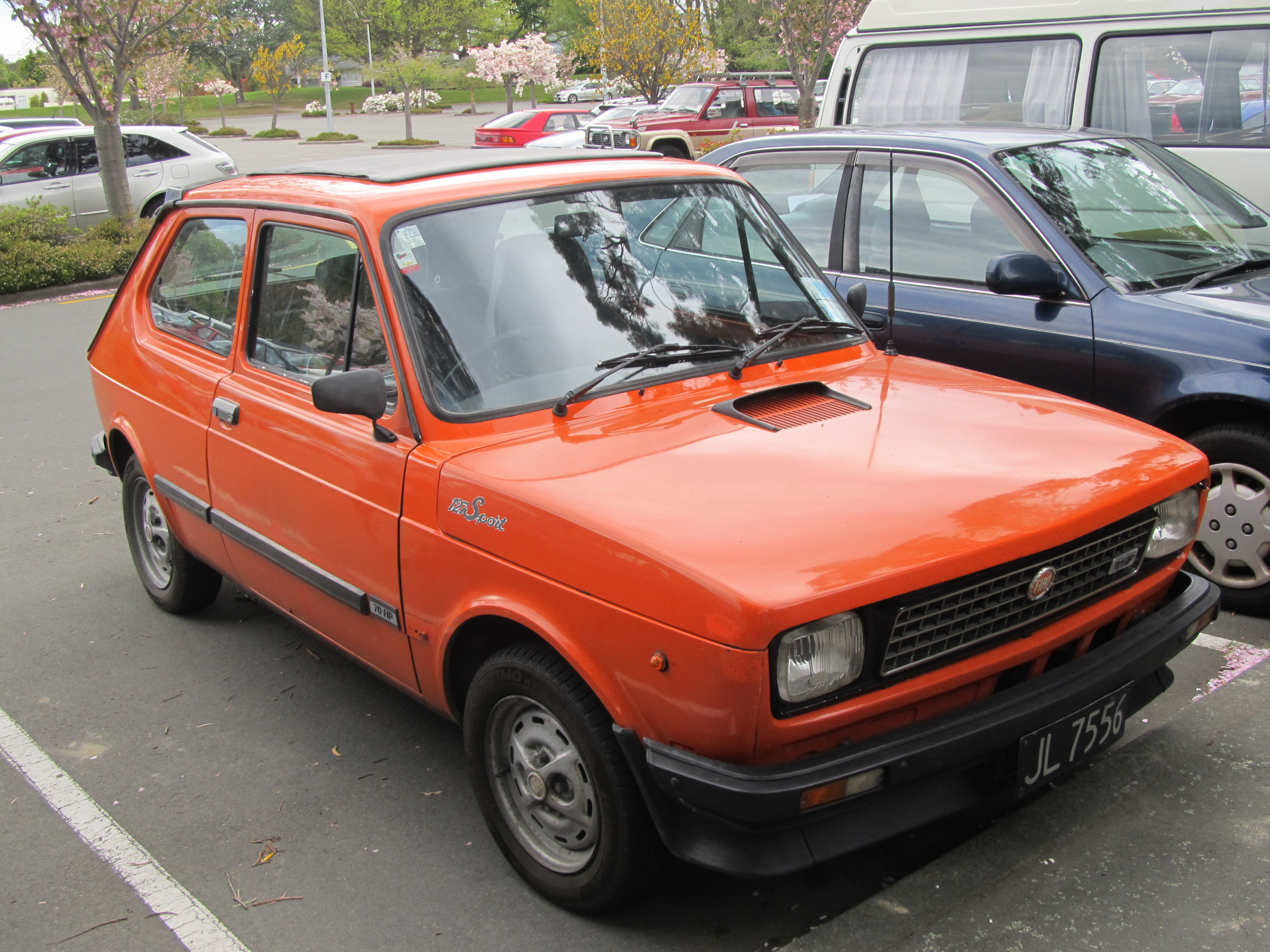
Fiat 127 Sport

В мае 1977 года появились обновлённые автомобили второй серии. Решётка радиатора, бамперы и светотехника автомобиля были новыми. В салоне появилась новая приборная панель с местами для установки радио и динамиков. Главной же новинкой стал современный верхнеклапанный двигатель рабочим объёмом один литр мощностью 50 л. с., появившийся годом ранее на бразильской версии автомобиля. В 1978 году была представлена спортивная модель автомобиля 127 Sport. По центру новой решётки радиатора располагалась красная спортивная эмблема Fiat, новый передний бампер со спойлером, оригинальные колёса и сдвоенные выхлопные трубы дополняли облик автомобиля. Он оснащался форсированным литровым мотором мощностью 75 л. с., модернизированной подвеской и трансмиссией и более широкими шинами. В апреле 1980 года появились четырёх и пятидверные версии автомобиля. Они изготавливались на заводе Seat, но за пределами Испании продавались под маркой Fiat. Таким образом, автомобиль мог иметь двух, трёх, четырёх или пятидверный кузов.

## Третье поколение

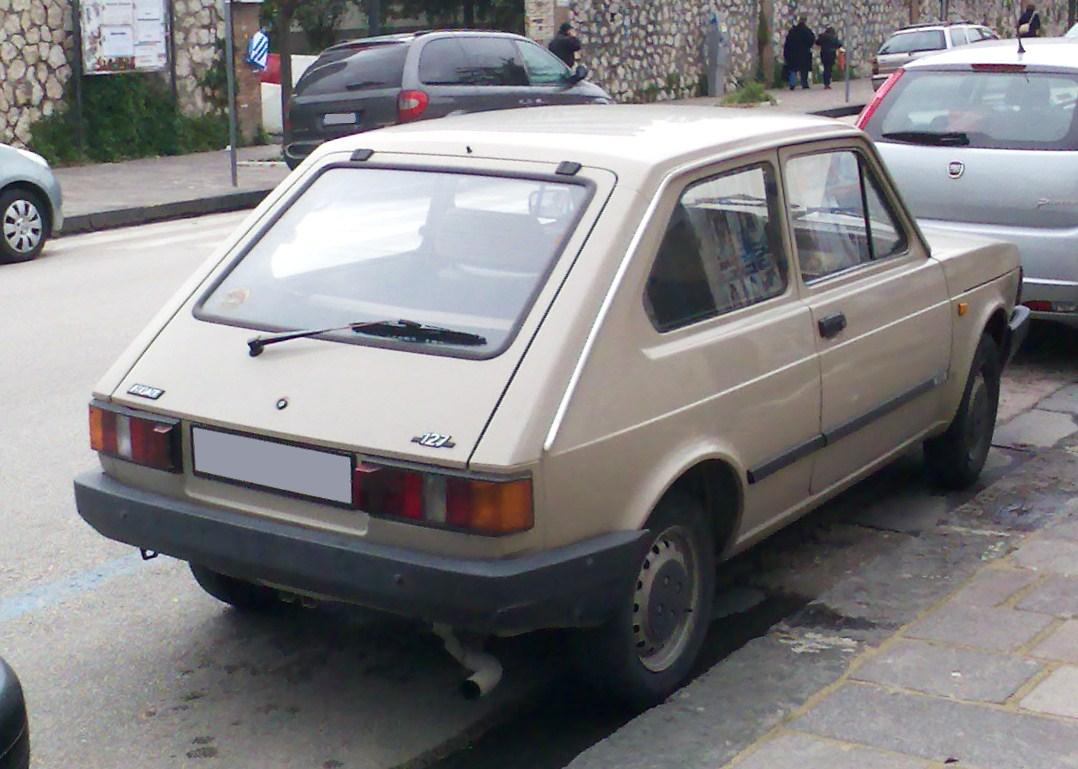

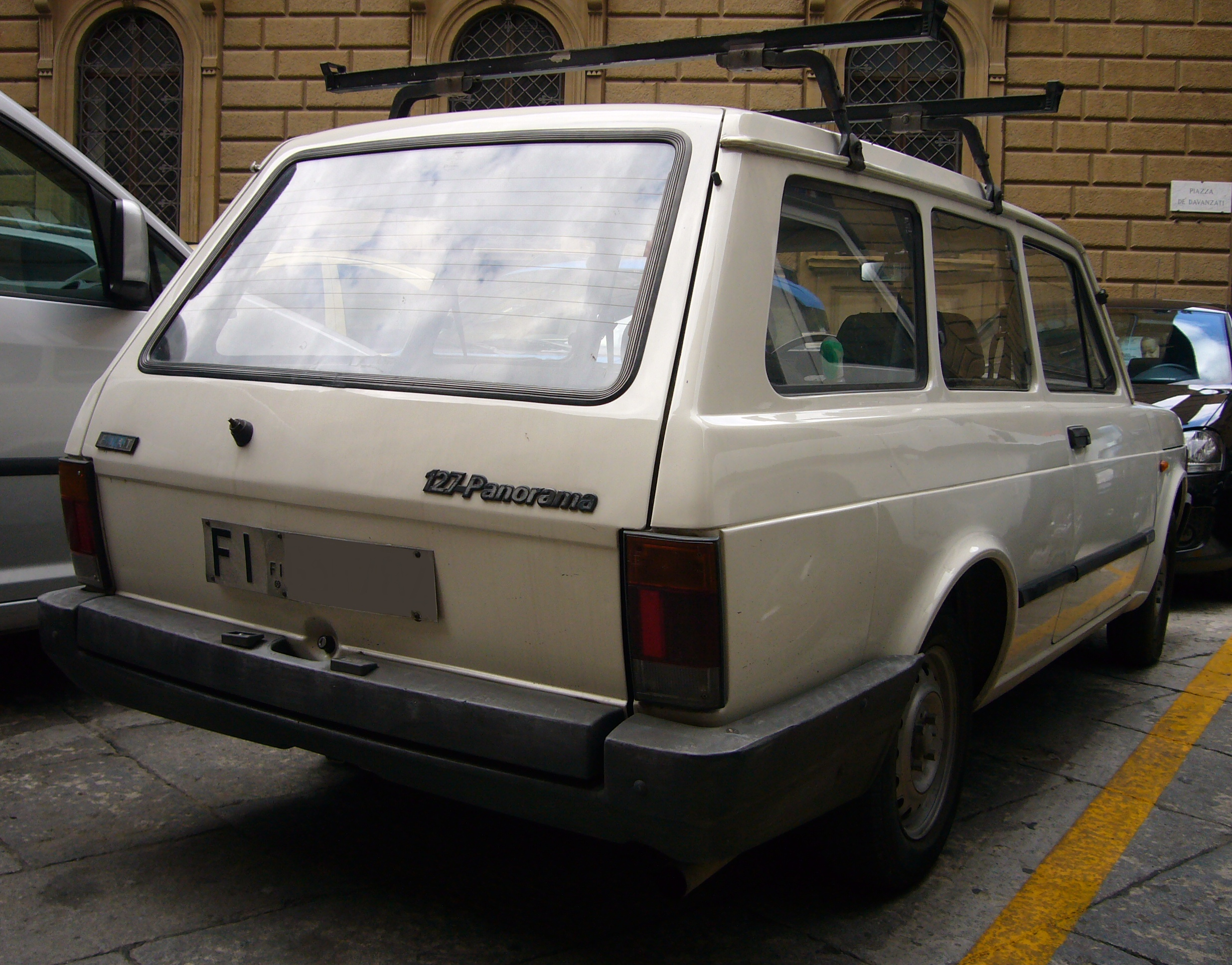
Fiat 127 Panorama